# VIII koncert fortepianowy (KV 246)
VIII Koncert fortepianowy C-dur (Lützow) – 8 Koncert na fortepian z towarzyszeniem orkiestry, jaki stworzył Wolfgang Amadeus Mozart. Skomponowany w kwietniu 1776 roku, w Salzburgu.

## CzęściKoncertu
1. Allegro aperto (około 7 minut)
2. Andante (około 8 minut)
3. Rondo: Tempo di Menuetto (około 7 minut)